# Welling
Welling ist eine Ortsgemeinde im rheinland-pfälzischen Landkreis Mayen-Koblenz. Welling gehört der Verbandsgemeinde Maifeld an, die ihren Verwaltungssitz in der Stadt Polch hat.

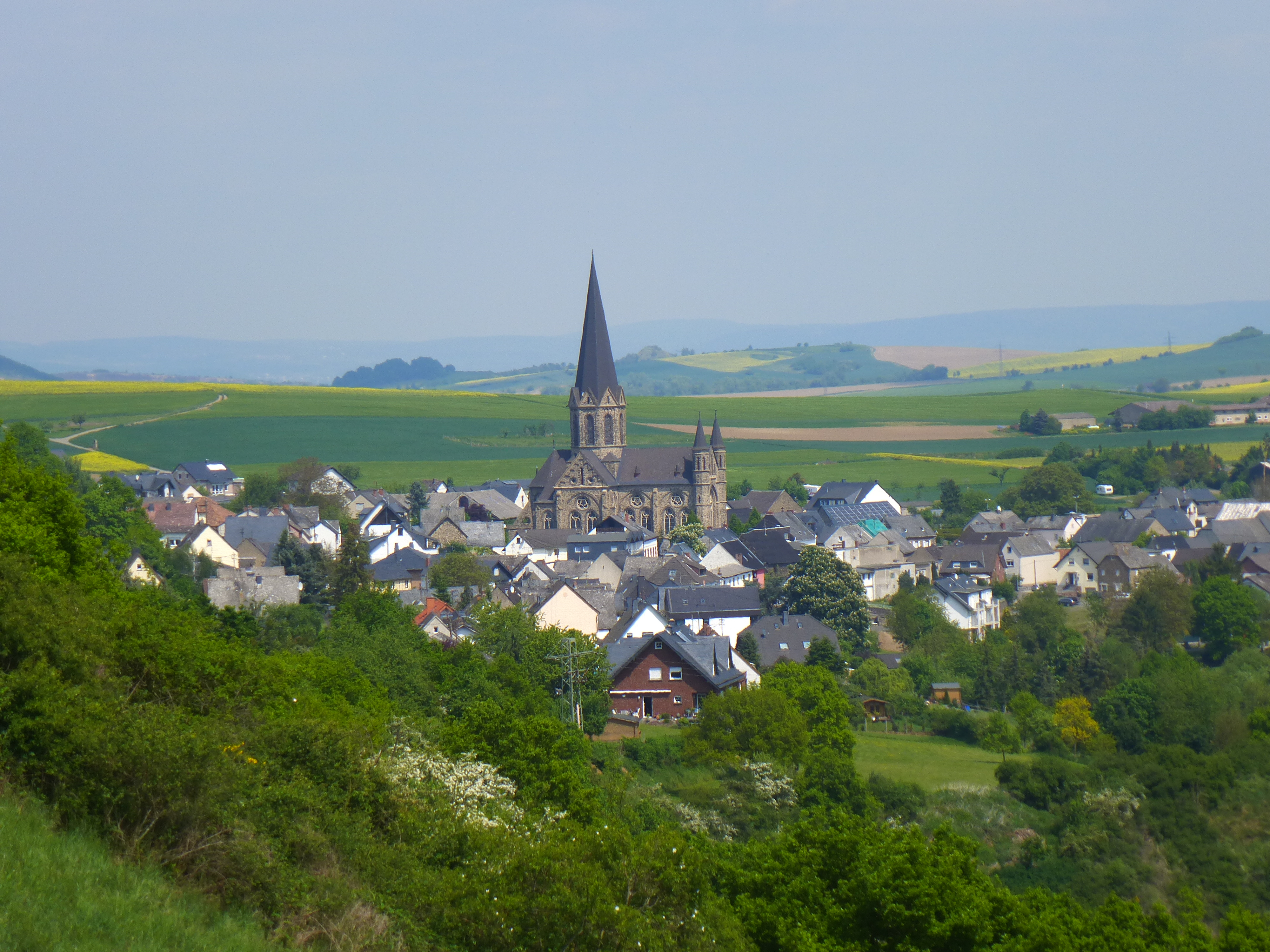
Blick auf Welling von Südsüdwest

## Geographie
Welling liegt dreieinhalb Kilometer nördlich von Polch oberhalb des Nettetals. Die Ortschaft reicht bis auf 80 Meter an die Nette heran und erstreckt sich auf einem nach Osten sowie zur Nette nach Süden abfallenden Bergrücken, wobei sie Höhenlagen zwischen 190 m ü. NHN und 235 m ü. NHN umfasst. Südlich erhebt sich zwischen Welling und Nette die Anhöhe Horley (240 m ü. NHN). Naturräumlich lässt sich das kaum bewaldete Gemeindegebiet fast gänzlich der Pellenzhöhe zuordnen, nach Norden hin besteht hingegen der Übergang zur Pellenzsenke. Zu Welling gehören die Wohnplätze Hof Hochlayermühl und Erlenberghof.

## Geschichte
Der Name der Gemeinde leitet sich wahrscheinlich vom lateinischen wallum (deutsch Wall) ab. Erstmals urkundlich erwähnt wurde Welling im Jahre 1247.
Am 31. Dezember 1975 wurde die bis dahin selbständige Gemeinde Trimbs als Ortsteil in die Gemeinde Welling eingegliedert. Zum 1. April 1994 wurde diese aus zwei Ortsteilen bestehende Gemeinde Welling aufgelöst und die Gemeinden Trimbs und Welling in der vorherigen Form neu gebildet.

## Politik

### Gemeinderat
Der Gemeinderat in Welling besteht aus zwölf Ratsmitgliedern, die bei der Kommunalwahl am 9. Juni 2024 in einer personalisierten Verhältniswahl gewählt wurden, und dem ehrenamtlichen Ortsbürgermeister als Vorsitzendem.
Die Sitzverteilung im Gemeinderat:
| Wahl | SPD | WGS | WGW | Gesamt   |
| ---- | --- | --- | --- | -------- |
| 2024 | –   | 7   | 5   | 12 Sitze |
| 2019 | 5   | 7   | –   | 12 Sitze |
| 2014 | 5   | 7   | –   | 12 Sitze |
| 2009 | 5   | 7   | –   | 12 Sitze |
| 2004 | 4   | 8   | –   | 12 Sitze |

### Bürgermeister
Marcus Welling wurde am 3. Juli 2024 Ortsbürgermeister von Welling. Bei der Direktwahl am 9. Juni 2024 war er als einziger Bewerber mit einem Stimmenanteil von 76,6 % für fünf Jahre ins Amt gewählt worden.
Wellings Vorgänger Manfred Gerner hatte das Amt 2014 von Dieter Eberz übernommen, der es seit 1999 innehatte.

### Wappen
| Wappen von Welling | Blasonierung: „Von Silber über Gold durch blauen Wellenbalken geteilt, oben ein durchgehendes, waagrecht und senkrecht getrenntes rotes Balkenkreuz, unten 7 (4:3) rote Rauten balkenweise.“ |
| Wappen von Welling | Wappenbegründung: Bis 1419 gehörte Welling den Grafen von Virneburg. Als Hinweis darauf stehen im unteren Schild die Virneburger Rauten. In der Folge gehörte der Ort bis um 1800 zum Kurfürstentum Trier, im Gemeindewappen symbolisiert durch das kurtrierer Kreuz. Der Wellenbalken symbolisiert den Flusslauf in der Gemarkung. |

## Sehenswürdigkeiten
- Neugotische Katholische Pfarrkirche St. Paulinus (erbaut von 1881 bis 1883) mit einem 73 m hohen Turm.
- Überreste der ehemaligen Kirche aus dem 13. Jahrhundert, die zu einer Kriegergedächtniskapelle ausgebaut wurden.
- Siehe auch Liste der Kulturdenkmäler in Welling

## Ehrenbürger
- 2020: Dieter Eberz († 2024), Träger der Ehrennadel des Landes Rheinland-Pfalz, für seinen jahrzehntelangen Einsatz für die Gemeinde[9]